# Барні МакГілл
Барні МакГілл (англ. Barney McGill; 30 квітня 1890 — 11 січня 1942) — американський кінооператор, який був номінований на 4-ій церемонії вручення премії «Оскар» за найкращу операторську роботу у фільмі «Свенгалі». Він народився в Солт-Лейк-Сіті, штат Юта в 1890 році. Він був оператором більш ніж 90 фільмів з 1919 по 1941.

## Вибрана фільмографія
- 1929: Вистава вистав / The Show of Shows
- 1930: Ворота в пекло / Doorway to Hell
- 1931: Сіско Кід / The Cisco Kid
- 1931: Свенгалі / Svengali
- 1932: Хатина у бавовнику / The Cabin in the Cotton
- 1933: Хутір / The Bowery
- 1934: Народжена бути поганою / Born to Be Bad
- 1934: Я вірив в тебе / I Believed in You
- 1934: Останній джентльмен / The Last Gentleman
- 1938: Снайпери / Sharpshooters
- 1939: Сіско Кід і леді / The Cisco Kid and the Lady